# Mongolernas invasion av Kina
Mongolernas invasion av Kina pågick i 74 år från 1205 till 1279 då Mongolväldet i flera steg erövrade de tre samtida kinesiska dynastierna Songdynastin, Västra Xia, Jindynastin och även kungariket Dali. Invasionen resulterade i att mongolerna grundade Yuandynastin som varade från 1271 till 1368.
År 1206 utropade sig Temüdjin till mongolernas Djingis khan. I stället för att strida internt kom nu mongolerna att expandera sitt rike åt alla håll såsom åt Kina, Centralasien, Persien och Ryssland och bildade världshistoriens största sammanhängande imperium. Invasionen av Västra Xia och Jindynastin påbörjades redan innan Djingis khan gjorde mongolernas första stora invasionskampanj i Centralasien (1218–1225), och invasionen av Songdynastin avslutades först efter att Hülegü kommit hem från det tredje stora fälttåget till Bagdad och Damaskus (1255–1260).

## Erövringen av Västra Xia
Det första mongoliska anfallet mot tanguterna i Västra Xiadynastin kom på våren 1205, redan innan Temüdjin blivit khan, då mongolerna förstörde städer och kidnappade folk och boskap. Som Djingis khan följde han upp med ett nytt anfall år 1207 i Västra Xias norra utposter. År 1209 omringade mongolerna tanguternas huvudstad Xingqing (dagens Yinchuan) och påbörjade en belägring. Tanguterna sökte nu hjälp av Jindynastin utan resultat. Xingqing hade ett kanalsystem för att förse staden med vatten från Gula floden. I ett försök att dränka staden förstörde mongolerna kanalens vallar, men landskapet runt staden var flackt, så även mongolernas läger svämmade över.. Bakslaget gjorde att de avbröt belägringen och drog sig tillbaka. Mongolerna och tanguterna träffade även ett fredsavtal med villkor om militärt samarbete.
År 1221 inledde mongolerna under ledning av general Muqali ett anfall mot Jindynastin över Västra Xias territorium. Mongolerna utnyttjade fredsavtalet med Västra Xia och krävde oupphörligt mer militär hjälp, samtidigt som de förtryckte befolkningen. Detta försatte tanguternas kejsare Shenzong i en svår situation gentemot sin befolkning; ett tillstånd som ledde till att han år 1223 tvingades abdikera . Den efterkommande kejsar Xianzong bytte taktik och bildade tillsammans med Jindynastin en allians mot mongolerna. Som hämnd för det brutna samarbetsavtalet ledde Djingis khan (som nyligen var hemkommen från sitt fälttåg i Centralasien) personligen år 1225 en arme på 180 000 man in på Västra Xias territorium. Mongolerna mötte förvånansvärt stort motstånd, men ödelade systematiskt stad efter stad. På våren 1227 samlade Djingis khan sina trupper för den slutliga belägringen av Västra Xias huvudstad; en belägring som varade i fem månader. I augusti avled Djingis khan i sitt läger nära den belägrade staden. Kort efter khanens död kapitulerade Västra Xia. Enligt mongolisk tradition mördades alla i huvudstaden och de plundrade även de kejserliga gravarna väster om staden.

## Erövringen av Jindynastin

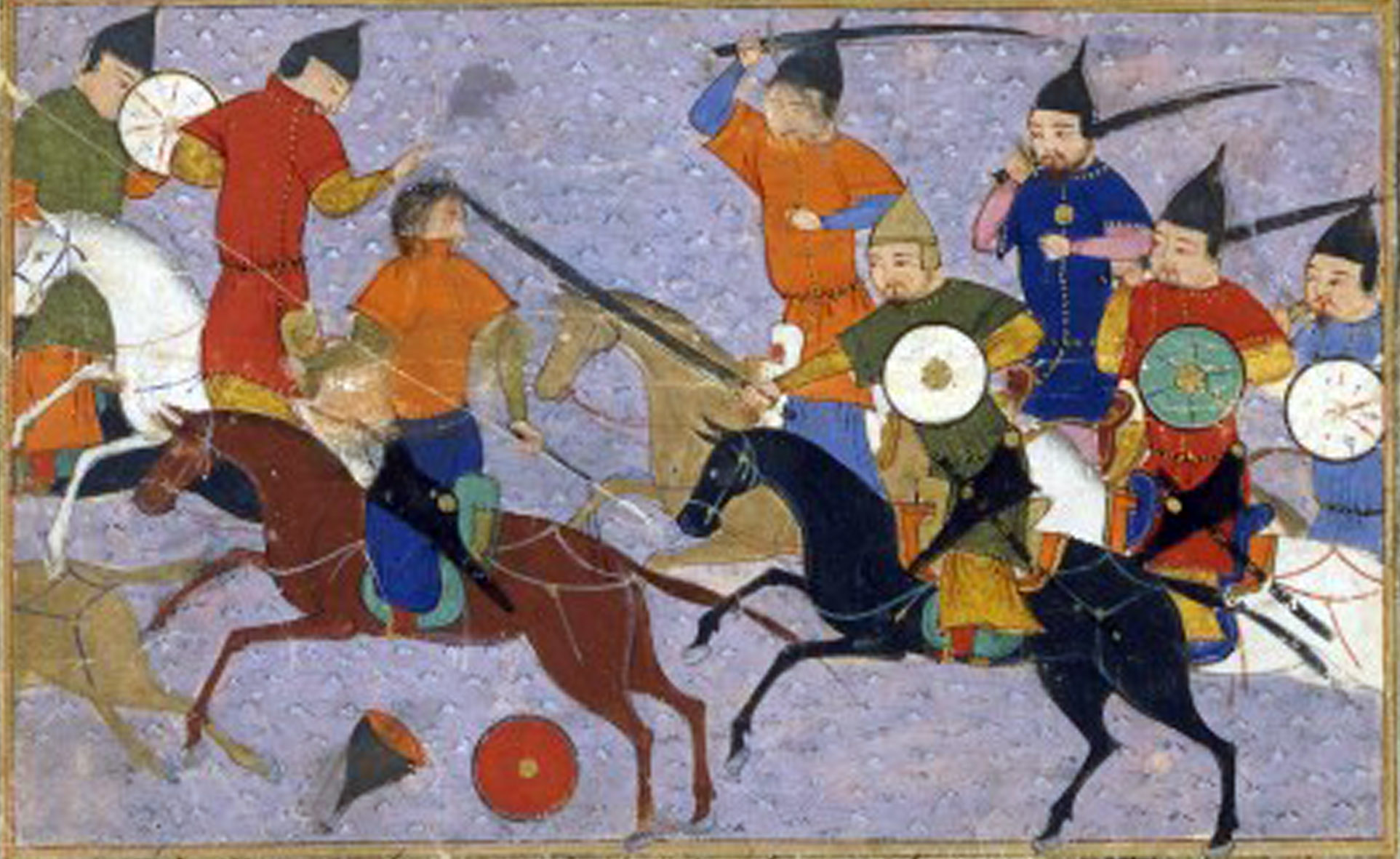
Ett slag mellan mongolerna och Jindynastin.

År 1196 hade Temüdjin (som senare blev Djingis khan) tagit Tatarernas khan tillfånga och belönades av jurchena i Jindynastin med titeln "Gränsernas väktare" vilket senare skulle visa sig vara ett ödets ironi. Jindynastin hade tidigare korsfäst Ambaghai som var Djingis khans farfars farbror, och detta var kanske en av anledningarna att Djingis khan år 1211 ledde 50 000 (eller så mycket som 100 000) ridande bågskyttar, som var och en hade tre hästar mot Jindynastins huvudstad Zhongdu (dagens Peking). Armen bestod inte bara av mongoler, utan också av avhoppade jurchen och khitaner. Jin-armen bestod av ett kavalleri på 150 000 man och därtill 300 000 eller 400 000 kinesiska fotsoldater. Mot slutet av 1211 tvingades Jindynastin överge deras västra huvudstad (dagens Datong). Mongolerna rundade Kinesiska murens östra ändpunkt (Jindynastins mur var helt annorlunda dragen än "dagens" mur från Mingdynastin) och intog militärposteringar och städer norr om Zhongdu. Fortet vid Gubeikou nordost om Zhongdu föll helt utan strid, medan fortet vid Juyongguan nordväst om Zhongdu gav en del militärt motstånd.

### Slaget om Zhongdu
Sent 1211 nådde mongolerna Jindynastins centrala huvudstad Zhongdu (dagens Peking) och gjorde sitt första försök att belägra staden. De gav upp tidigt 1212 och gav sig tillbaka norrut och plundrade Jindynastins östra huvudstad (dagens Liaoyang). På hösten 1213 mördades Jindynastins kejsare under en intern militärkupp och kejsar Xuanzong tog makten över Jindynastin. Senare samma år återkom mongolerna till Zhongdu igen och gjorde ett nytt belägringsförsök samtidigt som mongoliska trupper plundrade och förstörde de norra delarna av Jindynastin. 1214 hade Djingis khan erövrat allt land norr om Jindynastins huvudstad men konstaterade att Zhongdu med sin imponerande stadsmur inte skulle gå att erövra utan en riktigt långvarig belägring. Djingis khan drog tillbaka sina styrkor ännu en gång efter ett ha slutit ett, för Jindynastin mycket dyrt och förnedrande, fredsavtal i början på 1214. Trots fredsavtalet lämnar kejsar Xuanzong huvudstaden och flyr till Bianing, dagens Kaifeng som från sommaren 1214 blir Jindynsstins huvudstad.
Djingis khan tolkar jurchenas flytt av huvudstaden som falskhet och ett brott mot fredsavtalet. Sent 1214 återkom den nu arga Djingis khan till Zhongdu och påbörjade en sista belägring av staden som hämnd för avtalsbrottet. Zhongdu faller i juni 1215 efter en mycket hård belägring, för att sedan bli plundrad och nerbränd och stadens utsvultna befolkning blev mördade.

### Erövringen av södra Jindynastin
Djingis khan lämnade Kina 1218 för att göra sitt stora fälttåg väster ut i Centralasien och delegerade erövringen av Jindynastin till general Muqali med 75 000 man varav ungefär en tredjedel var mongoler. Under 1217 till 1221 förde Muqali fälttåg i dagens Shanxi, Hebei och Shandong. År 1221 till 1223 bedrev han fälttåg han genom Västra Xias territorium (som mongolerna nu hade fredsavtal med) mot Qinghai och Shaanxi. Muqali dog 1223 i Shanxi efter att ha etablerat mongolisk kontroll i norra Kina.
År 1229 tillträder Ögedei som khan för mongolerna och återupptar erövringsförsöken av Jindynastin efter general Muqali. Under 1230 och 1231 var det blandade framgångar och Ögedei drar tillbaka sina trupper för att sätta in en hårdare och mer planerad stöt 1232. I slutet av året attackerades Jindynastins nya södra huvudstad och kejsare Aizong flyr söderut till Guide (dagens Shangqiu) och sedan vidare till Caizhou (dagens Runan). På våren 1233 faller den södra huvudstaden och blir plundrad efter vanligt mongoliskt mönster. I februari 1234 erövrade mongolerna Caizhou, och kejsar Aizong begick självmord för att undgå fångenskap, och två dagar senare var Jindynastin utplånad.

## Erövringen av Dali
Som en del i invasionen av Songdynastin beordrade Möngke 1253 sin bror Khubilai att invadera Yunnan för att kunna angripa Songdynastin från väster. Khubilai kringgick Tibet hela vägen ner till södra Yunnan där han besegrade kungariket Dali 1254 och fick kontroll över Yunnan. Dali var militärt starkt med gav av taktiska skäl upp när mongolerna kom, och den kungliga familjen blev lokala ståthållare.
Fälttåget var också en test för att Möngke ville se om Khubilai var en duglig militär ledare.

## Erövringen av Songdynastin

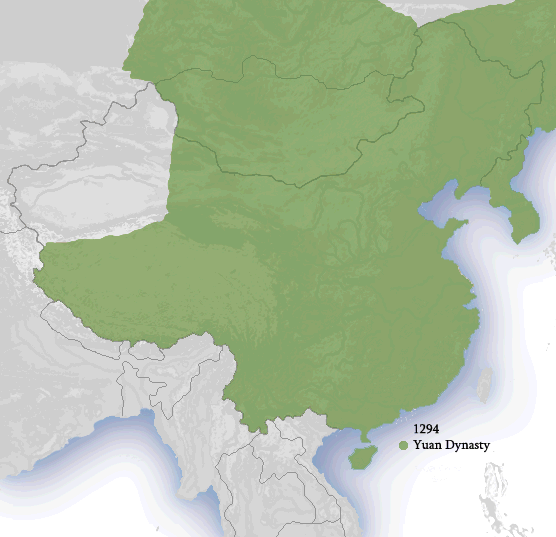
Yuandynastins utbredning efter att Songdynastin var erövrad.

Efter att Jindynastin var erövrad fortsatte mongolerna successivt att attackera Songdynastin. Ögedei khan gjorde några anfall på 1230-talet i Sichuan, och under ett fälttåg år 1253–1254 erövrades Yunnan som en bas för att kunna attackera Songdynastin från väster som en del av ett flerfrontsanfall. Efter mycket förberedelser attackerade nu Möngke men hjälp från Khubilai Songdynastin igen 1258. Möngke erövrade Sichuan och Khubilai gick in i Hubei samtidigt som väntande styrkor i Yunnan anföll från väster. Dock blev Möngke sjuk och dog 1259 i Sichuan efter en misslyckad invasion av ett fort, och invasionsplanerna avbröts för flera år framåt.

### Slaget om Xiangyang
På de blöta risfälten i söder fungerade mongolernas kavalleri inte så bra så mongolerna anpassade sig till den blöta terrängen och byggde upp en flotta. På grund av sitt mycket strategiska läge som försvarspost vid Hanfloden som leder till Yangtzefloden var Xiangyang Songdynastins sista bastion norrut och mycket viktig för mongolerna att erövra. År 1268 var starten för mongolernas slutliga fälttåg och Xiangyang belägrades under tre år från 1268 till 1271 av mongolerna vilket var en av de största belägringarna i den kinesiska historien. Xiangyang föll slutligen 1273.

### Erövringen av södra Songdynastin
1271 bildar mongolerna Yuandynastin och 1272 blir Dadu (dagens Peking) huvudstad för Yuandynastin.
Efter att Xiangyang fallit 1273 hade mongolerna fri väg ner mot Yangtzefloden och 1274 invaderats Songterritorierna storskaligt över land och floder och Songdynastin tvingades backa söderut. I januari 1275 korsar Khubilai khan Yangtzefloden och 1276 är Lin'an och Hangzhou erövrade och mongolerna tillfångatar kejsare Gongzong och hans kejsarinnor som skickades till Dadu.

### Slaget vid Yamen
Songdynastins kejsare Duanzong dog 1278 i Guangzhou och premiärminister Lu Xiufu tillsatte barnkejsaren Bing på tronen. Songdynastins trupper var nu hårt pressade av mongolerna och flydde till ön Yaishan vid kusten 100 km söder om Guangzhou. Songdynastins epok slutade 1279 med den slutliga attacken från mongolerna vid Slaget vid Yamen nära dagens Xinhui i Guangdong vilket var ett av de absolut största sjöslagen i världshistorien. När Lu Xiufu insåg att riket var förlorat till mongolerna tog han den nioåriga kejsare Bing i famnen och hoppade i vattnet och båda drunknade. Det är oklart om självmordet begicks genom att de hoppade i vattnet från berget Ya, eller från en båt. I och med att slaget var förlorat och kejsaren var död var hela Songdynastin erövrad, och Kina styrdes därefter av mongolerna under den redan etablerade Yuandynastin (1271-1368.).